# Черна (Добричская область)
Черна (болг. Черна) — село в Болгарии. Находится в Добричской области, входит в общину Добричка. Население составляет 576 человек.

## Политическая ситуация
В местном кметстве Черна, в состав которого входит Черна, должность кмета (старосты) исполняет Иван Марев Георгиев (Болгарская социалистическая партия (БСП)) по результатам выборов правления кметства.
Кмет (мэр) общины Добричка — Петко Йорданов Петков (Болгарская социалистическая партия (БСП)) по результатам выборов в правление общины.